# 布川夏帆
布川 夏帆（ふかわ かほ、8月22日 - ）は、日本のラジオパーソナリティ。エフエム徳島に所属。

## 来歴・人物
大阪府出身。近畿大学国際学部卒業。大学在学中の2018年にはミス近大2018ファイナリストに選ばれている。
大学卒業後、2020年にエフエム徳島へ入社。

## 出演番組

### 現在の担当番組
- Station × Station-火曜日パーソナリティ
- TOKUSHIMA MORNING LIVE Compass-水曜日パーソナリティ
- Nani-show?Friday!
- FM徳島ニュース